# Мілка Анатолій Дмитрович
Анато́лій Дми́трович Мі́лка (1937-2017) — український математик, спеціаліст в області геометрії «в цілому» та її застосувань.

## Життєпис
Народився 23 жовтня 1937 року в м. Жданов (Маріуполь). Під час другої світової війни потрапив в окупацію та разом з матір'ю був інтернований до Німеччини (територія сучасної Польщі), звідки повернувся в Україну після завершення війни.
Закінчив середню школу в м. Іловайськ. У 1955 році вступив до Слов'янського педагогічного інституту, на третьому курсі був переведений до Харківського державного університету, де навчався до 1962 року.
З 23 жовтня 1961 року був зарахований до новоствореного Фізико-технічного інституту низьких температур. Працював у відділі геометрії (керівник — Олексій Васильович Погорєлов), пройшовши шлях від інженера до провідного наукового співробітника. У 1966 році присуджено ступінь кандидата фізико-математичних наук. У 1983 році присуджено ступінь доктора фізико-математичних наук. У 1973 році отримав звання старшого наукового співробітника. Звільнився з Фізико-технічного інституту низьких температур у зв'язку з виходом на пенсію у 2016 році. За сумісництвом викладав на механіко-математичному факультеті Харківського державного університету, отримав звання професора по кафедрі геометрії у 1989 році.
Помер 29 вересня 2017 року у Харкові.

## Наукова діяльність
А. Д. Мілка є представником харківської геометричної школи, створеної академіком О. В. Погорєловим. Головний напрям його наукової діяльності — геометрія «в цілому» поверхонь і метрик та її застосування.
Перші наукові результати А. Д. Мілки стосувалися багатовимірного узагальнення теорії паралельного перенесення векторів вздовж геодезичних на загальних поверхнях та розповсюдження на випадок довільної вимірності внутрішньо-геометричної теорії О. Д. Александрова із застосуванням поліедрального наближення опуклих поверхонь. Зокрема, він встановив, що найкоротші криві на опуклому багатовимірному многограннику можуть перетинати лише ребра максимальної вимірності. Згадані результати склали зміст кандидатської дисертації А. Д. Мілки, виконаної під науковим керівництвом О. В. Погорєлова та успішно захищеної у 1966 році.
В подальшому, А. Д. Мілка вирішив низку складних та важливих проблем геометрії «в цілому». Це, зокрема, поставлені О. Д. Александровим, О. В. Погорєловим, В. А. Залгалером, Ю. Г. Решетняком проблеми щодо спрямленості сферичного зображення найкоротших ліній, щодо неперервної гнучкості опуклих поверхонь, щодо гладкості та строгої опуклості опуклих поверхонь з обмеженнями на питому кривину. Для поверхонь у гіперболічному просторі доведено аналог фундаментальної теореми Погорєлова про однозначну визначеність замкнутих опуклих поверхонь. Побудовані багатовимірні поліедральні метрики невід'ємної кривини, що слугують прикладами просторів Александрова. Доведено багатовимірний аналог класичної теореми Кон-Фоссена про пряму лінію, що характеризує циліндричні метрики. Запропоновано ефективний метод побудови нежорстких поверхонь обертання, що дозволило суттєво доповнити класичні теореми Кон-Фоссена та Рембса щодо інфінітезимальних згинань поверхонь. Низку результатів стосовно гнучкості та жорсткості опуклих поверхонь перенесено на випадок псевдо-евклідового простору. Згадані результати увійшли до докторської дисертації А. Д. Мілки, успішно захищеної у 1982 році в Математичному інституті ім. В. О. Стєклова.
В останні роки А. Д. Мілка приділяв велику увагу розвитку ініційованої ним теорії спеціальних ізометричних деформацій, лінійних згинань багатогранників, та її застосуванню до проблем стійкості. Зокрема, було встановлено, що лінійні згинання можуть ефективно слугувати для опису явища модельної флексорності — існування негнучких многогранників, фізичні моделі яких є нестійкими та поводять себе подібно до фізичних моделей гнучких многогранників-флексорів. Крім того, посилюючи результати Д. Д. Блікера, були побудовані лінійні згинання правильних опуклих багатогранників, що призводять до значного збільшення внутрішнього об'єму.
Наукові результати А. Д. Мілки знайшли інженерні застосування в техніці, було отримано низку вітчизняних та міжнародних патентів.
Неодноразово запрошувався до участі з доповідями у вітчизняних та міжнародних наукових конференціях, зокрема — на Міжнародному конгресі математиків (Пекін, 2002) та Європейському математичному конгресі (Будапешт, 1996).
Протягом багатьох років А. Д. Мілка займався і науково-педагогічною діяльністю — читав лекції з геометрії для студентів механіко-математичного факультету Харківського державного університету, керував дипломними роботами студентів. Брав активну участь в обговоренні та внутрішньому рецензуванні на стадії підготовки підручників О. В. Погорєлова для середньої школи та ВНЗ.
Велику увагу А. Д. Мілка приділяв науково-організаційній діяльності: був членом спеціалізованих рад по захисту кандидатських та докторських дисертацій, входив до складу редколегії фахових математичних видань «Украинский геометрический сборник», «Journal of Mathematical Physics, Analysis and Geometry». Був одним з ініціаторів створення Міжнародного геометричного центру в Одесі, входив до складу редколегії часопису «Праці Міжнародного геометричного центру».

## Нагороди
- Премія НАН України імені О. В. Погорєлова (2007).

## Публікації
- Милка А. Д. Что такое геометрия «в целом». — Москва: Знание, 1986. — 32 с.